# Naomi Schiff

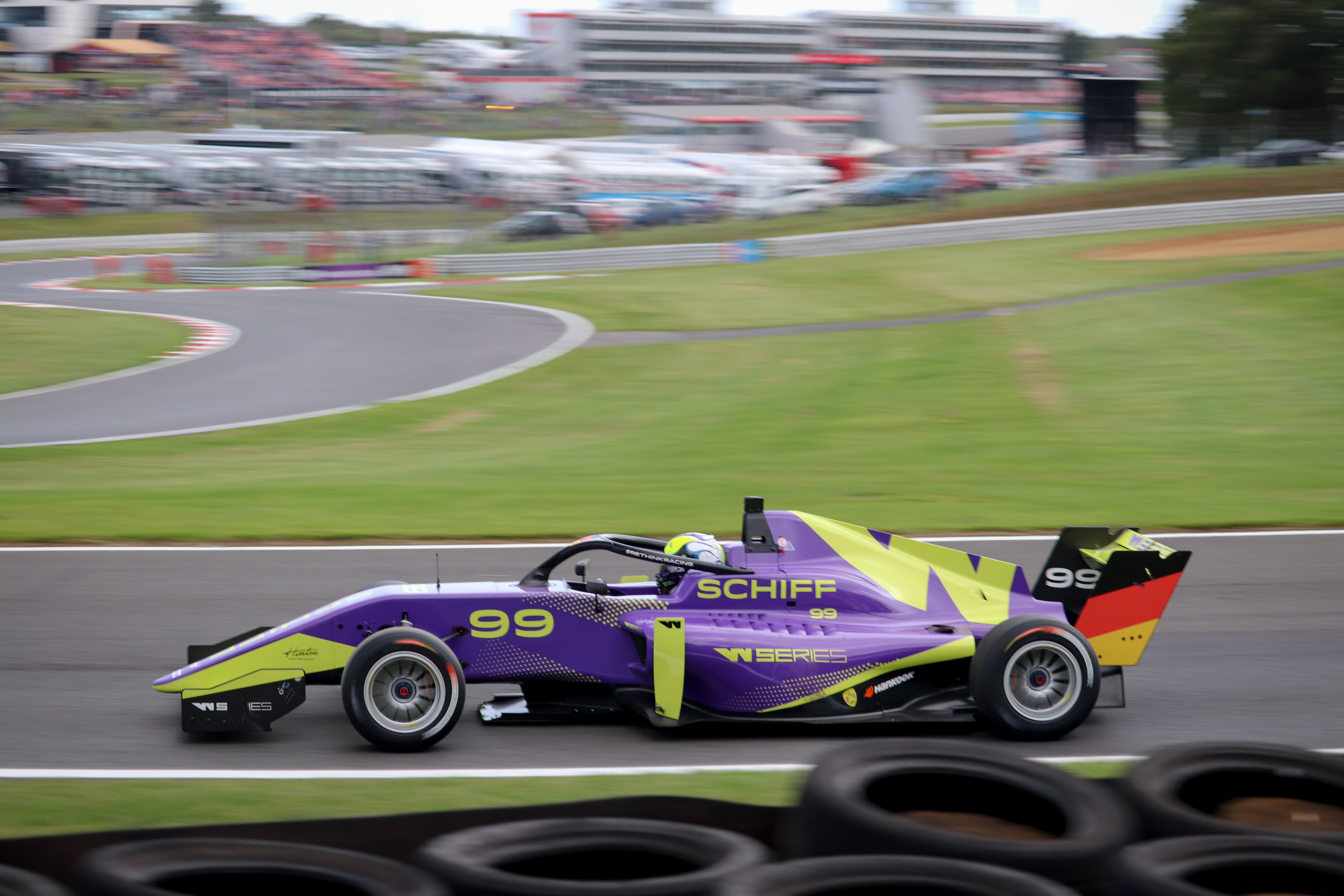
Naomi Schiff 2019 beim W-Series-Rennen in Brands Hatch

Naomi Schiff (* 18. Mai 1994) ist eine belgische und ruandische Automobilrennfahrerin.

## Karriere
Naomi Schiff wurde in Belgien geboren und wuchs in Südafrika auf. Dort startete sie ihre Motorsportkarriere 1997 im Kartsport. Sie fuhr Kart bis 2011 und wurde 2010 Dritte in der Super ROK-Wertung der Nördliche Regionen Regionalmeisterschaft.
2010 stieg sie parallel zum Kart in den Formelsport ein und fuhr in der Formel Volkswagen Südafrika. Die Saison beendete sie mit dem 17. Platz in der Gesamtwertung.
Ein Jahr später trat sie mit einem Radical PR6 in vier Läufen zur Bridgestone Special Open Trophy an. In der Saison 2013 startete sie in Rennen verschiedener Rennserien in Europa und in Asien.
In Europa fuhr sie mit einem Radical SR3 RS in zwei Rennen zur Supercar Challenge Superlights und mit einem Barazi-Epsilon FR2.0-10 ein Rennen im Formel Renault 2.0 Eurocup.
In Asien startete sie in zwei Rennen der Trofeo Pirelli der Ferrari Challenge Asia Pacific und mit einem Tatuus FR2000 in zwei Läufen in der AFR Series (Formel Renault AsiaCup). In der Kategorie International der AFR Series belegte sie den elften Gesamtplatz.
2013 und 2014 fuhr sie im Renault Clio Cup China und gewann 2014 den Meistertitel in der Klasse A.
Ihr erstes Langstreckenrennen bestritt sie 2014 beim 24-Stunden-Rennen von Zolder mit einem Wolf GB08-Sportprototypen-Rennwagen. In der Klasse-2-Sportwagenwertung belegte sie mit ihren Fahrerkollegen den zweiten Platz.
In der Saison 2015 trat sie für das Team Reiter Engineering zu zwei Rennen des Blancpain GT Sports Club an und wurde Elfte im Gesamtklassement.
2016 und 2017 startete sie für das Team mit einem KTM X-Bow GT4 in der GT4 European Series. 2017 erreichte sie mit dem 28. Platz in der Gesamtwertung ihr bestes Ergebnis in der Rennserie.
2017 und 2018 ging sie jeweils zu einem Rennen in der 24H Series an den Start. 2017 wurde sie auf einem KTM X-Bow GT4 16. In der SP3-GT4-Wertung und ein Jahr später startete sie mit einem KTM X-Bow in der SPX-Wertung.
Beim 24-Stunden-Rennen auf dem Nürburgring trat sie 2018 mit einem KTM X-Bow GT4 an und belegte den zweiten Platz in der Cup X-Klasse.
In der Saison 2019 startete sie unter deutscher Flagge in der W Series und wurde mit zwei Punkten am Ende 16. in der Wertung. Ein Jahr später wurde wegen der COVID-19-Pandemie die W Series 2020 abgesagt und stattdessen die W Series Esports League ausgetragen, in der sie zum Saisonende den 12. Platz belegte.

## Statistik

### Einzelergebnisse in der W Series
| Jahr | 1   | 2   | 3   | 4   | 5   | 6   | Punkte | Rang |
| ---- | --- | --- | --- | --- | --- | --- | ------ | ---- |
| 2019 | HOC | ZOL | MIS | NOR | ASS | BRA | 2      | 16.  |
| 2019 | 14  | 10  | 18  | 10  | 12  | 15  | 2      | 16.  |